# Laboissière-en-Santerre
Laboissière-en-Santerre é uma comuna francesa na região administrativa de Altos da França, no departamento de Somme. Estende-se por uma área de 7,15 km². Em 2010 a comuna tinha 144 habitantes (densidade: 20,1 hab./km²).